# 巴宝多尔济
巴宝多尔济（?—1949年），蒙古族，乌兰察布盟乌拉特中旗（今属内蒙古自治区巴彦淖尔市）人。中华民国大陆时期和蒙疆聯合自治政府政治人物。

## 生平
巴宝多尔济是乌拉特中公旗札萨克辅国公。1924年1月，桑杰扎布（又名贺鞑三、贺杰三）、恩克巴雅尔随同乌兰察布盟值班盟长巴宝多尔济出席在广州召开的中国国民党第一次全国代表大会。民国21年（1932年）5月，巴宝多尔济升任乌兰察布盟副盟长，其子林沁僧格接任乌拉特中公旗札萨克。
1935年末，云端旺楚克向南京国民政府提出辞呈，南京国民政府乃任命云端旺楚克为国民政府委员，并于1936年1月免去云端旺楚克的职务，改派锡林郭勒盟盟长索诺木喇布坦为蒙古地方自治政务委员会委员长，晋升德穆楚克栋鲁普为副委员长；原乌兰察布盟副盟长巴宝多尔济升为盟长兼保安长官。1936年1月25日，巴宝多尔济出任绥远省境内蒙古各盟旗地方自治政务委员会委员和副委员长。1937年，巴宝多尔济出任蒙古联盟自治政府乌兰察布盟盟长。